# Rhipidomys macrurus
Rhipidomys macrurus é uma espécie de roedor da família Cricetidae. É encontrada em florestas primárias ou secundárias do cerrado e caatinga no centro e leste do Brasil, e também já foi vista na Mata Atlântica. Há registro da espécie nos estados brasileiros do Ceará, Piauí, Maranhão, Tocantins, Bahia, Minas Gerais, Goiás, Mato Grosso e Mato Grosso do Sul. Seu cariótipo é 2n = 44, FN = 48-52. São animais noturnos e podem ser encontrados tanto nas copas das árvores quanto no solo.
Não deve ser confundida com Thalpomys cerradensis, Wiedomys cerradensis e Akodon serrensis.

## Morfologia
São camundongos de porte médio, com comprimento da cabeça e do corpo de 125 a 145 mm (4,9 a 5,7 pol). As plumas são brancas ou creme pálido, normalmente com bases acinzentadas nos pelos. A cauda é ligeiramente mais longa que o comprimento da cabeça e do corpo, tem um tufo de pelos longos na ponta e é marrom avermelhado de médio a escuro. As orelhas castanhas médias são grandes. Os pés traseiros são robustos e moderadamente longos; há uma mancha escura às vezes mal definida no centro da superfície superior e a área circundante é marrom-dourada.

## Ecologia
É encontrado em quase todo o cerrado, em mata ciliar e bosque semidecidual. É noturno e principalmente arbóreo, mas também desce ao solo ocasionalmente. É conhecido por entrar em casas. Alimentam-se de seementes.